# Tsaghkashen, Aragatsotn
Tsaghkashen là một đô thị thuộc tỉnh Aragatsotn, Armenia. Dân số ước tính năm 2011 là 785 người.